# Herb gminy Czarnocin (województwo świętokrzyskie)
Herb gminy Czarnocin – jeden z symboli gminy Czarnocin, ustanowiony 30 marca 2004.

## Wygląd i symbolika
Herb przedstawia na tarczy w polu czerwonym białą strzałę, dwukrotnie przekrzyżowaną, zwróconą do góry, a nad nią złotą koronę. Jest to nawiązanie do herbu Lis, którym posługiwali się dawni właściciele terenów gminy oraz księcia Kazimierza Sprawiedliwego. 